# Христо Кафтанджиев
 Тази статия е за филолога.  За революционера вижте Христо Кафтанджиев (революционер).  
Христо Николов Кафтанджиев е доктор на филологическите науки, професор във Факултета по журналистика на Софийския университет и ръководител на Катедрата по масови комуникации и пиар, автор на много научни статии по реклама и семиотика.

## Биография

### Произход и образование
Роден е на 2 декември 1955 г. в София. Внук е на дееца на ВМРО Христо Кафтанджиев от Долна Джумая.
Завършва магистърска степен във филологически факултет на Софийския университет (1981).
През 1992 г. защитава дисертация на тема „Езикът на рекламата – графика и текст“. През 1993 г. преминава курсове за обучение в Холандския национален институт.

### Кариера
През 1981 – 1985 г. е редактор и главен редактор на списанието на Българската академия на науките. През 1985 – 1989 г. е научен сътрудник на лабораторията по образователни измервания към Софийския университет. През 1989 – 1995 г. е асистент по приложна лингвистика на Централния институт по учителско обучение на Софийския университет.
През 1995 г. получава поста на доцент в катедрата по реклама на Факултета по журналистика в Софийския университет. През 2005 г. е избран за професор по реклама, маркетингови комуникации и семиотика във Факултета по журналистика и масови комуникации на Софийския университет.
През 1996 – 1998 г. е доцент на катедра „Визуални комуникации и семиотика“ на Националната художествена академия. През 1997 г. става почетен професор в Международната академия за авторизирано образование (Русия, САЩ) и е избран за член на международното жури на рекламния фестивал в Ню Йорк.
През 2007 г. специализира в университета Уестминстър в Лондон (Обединеното кралство) и в Технологичния институт в Дъблин (Ирландия).
През 1999 – 2001 г. преподава реклама и семиотика в университета на Ювяскюля (Финландия).
Води семинари по реклама и маркетингови комуникации в Русия, Швейцария, Австрия, САЩ, Холандия, Германия, Швеция, Словения, Хърватска, Босна и Херцеговина, Чехия, Гърция, Украйна, Латвия, Литва, Естония. Чете курсове по обща теория на рекламата; креативни аспекти на рекламата; интернет маркетингови комуникации; реклама и визуална комуникация; интеркултурна комуникация и реклама; търговски марки; семиотика и реклама; рекламни кампании; интегрирани маркетингови комуникации; мърчъндайзингови маркетингови комуникации и др.
Член е на журито на Нюйоркския рекламен фестивал (The New York Festivals).
Почетен професор е и на Руско-американската академия по авторизирано образование. Професор в Катедрата по социални комуникации към Психологическия факултет на Държавния университет в Томск (Русия).
Той е лектор на 3 световни конгреса на IAA (International Advertising Association) – в Мексико, Египет и Ливан. Чел е лекции и на два световни конгреса по семиотика – в Мексико и в Германия.
През 2008 г. защитава втора докторска дисертация – на тема „Знаковите аспекти на жените в рекламите“.
През 2010 г. става професор, член на персонала на катедра „Социални комуникации“ на TSU TS.